# Terrace House: Tokyo 2019-2020
 (décembre 2019).
Terrace House: Tokyo 2019-2020 (テラスハウス Tokyo 2019-2020, Terasu Hausu Tōkyō Nī Zero Ichi Kyū Nī Zero Nī Zero) est une série de télé-réalité japonaise issue de la franchise Terrace House, se déroulant dans l’arrondissement de Setagaya à Tokyo au Japon. 
L'émission a été diffusée pour la première fois sur Netflix Japan en tant que série originale Netflix à partir du 14 mai 2019. Les premiers épisodes ont été diffusés sur Netflix France à partir du 10 septembre 2019.
La saison est annulée à la suite de la mort de la catcheuse Hana Kimura qui participait à la saison,, et qui s'est suicidée à la suite du cyberharcèlement dont elle a fait l'objet.

## Fonctionnement
Terrace House est une émission de télé-réalité scénarisée sur six inconnus qui s'installent ensemble pendant que le spectateur regarde ce qui se passe. Le groupe est composé de trois filles et trois garçons âgés de 18 à 30 ans. Bien que ce ne soit pas explicitement décrit comme une émission de rencontres, Terrace House a été qualifié de tel par plusieurs critiques.
L'intérêt de l'émission est de voir les membres se chercher une romance et affronter les différences de personnalité, de morale, d'espoir et de rêve.
L'équipe de production leur donne accès à une maison meublée et à deux voitures, qui sont équipées de caméras qui enregistrent 24 heures par jour. Pendant leur séjour dans la maison, les membres conservent leur travail quotidien et sont autorisés à mener leur vie quotidienne à leur guise. À différents moments, les caméras suivront également les membres vers d'autres lieux, tels que les restaurants ou leur travail, pour capter des images. Si l'un des colocataires décide de quitter définitivement l'émission, il est remplacé par un nouveau membre du même sexe.
Un groupe de commentateurs présente chaque épisode et donne son avis sur ce qu'il s'y passe. Ils commentent à intervalles réguliers et pour différentes raisons: analyser les conversations, déchiffrer le langage corporel des membres, ou plaisanter sur l'un d'eux.

## Participants

### Principaux[9]
| №  | Nom                        | Nom                        | Nom    | Profession                         | Date de naissance | Age* | Apparition | Apparition |
| №  | Romaji                     | Japonais                   | Surnom | Profession                         | Date de naissance | Age* | Eps        | #          |
| -- | -------------------------- | -------------------------- | ------ | ---------------------------------- | ----------------- | ---- | ---------- | ---------- |
| 01 | Kaori Watanabe             | 渡邉香織                   |        | Illustratrice                      | 25 juin 1990      | 28   | 01 - 20    | 20         |
| 02 | Shohei Matsuzaki           | 松嵜翔平                   |        | Acteur/écrivain                    | 9 octobre 1993    | 25   | 01 - 18    | 18         |
| 03 | Haruka Okuyama             | 奥山春花                   |        | Actrice                            | 24 mars 1995      | 24   | 01 - 25    | 25         |
| 04 | Kenji Yoshihara            | 吉原健司                   | Kenny  | Musicien                           | 2 juin 1987       | 31   | 01 - 14    | 14         |
| 05 | Risako Tanabe              | 田辺莉咲子                 |        | Coach de fitness                   | 14 janvier 1998   | 21   | 01 - 14    | 14         |
| 06 | Ruka Nishinoiri            | 西野入流佳                 |        | Freeter                            | 1er décembre 1998 | 20   | 01 - 25    | 25         |
| 07 | Emika Mizukoshi            | 水越愛華                   |        | Etudiante                          | 1er février 1998  | 21   | 14 - 34    | 21         |
| 08 | Giuseppe Durato            | デュラト・ジュゼッペ       | Peppe  | Mangaka                            | 24 décembre 1992  | 26   | 14 - 26    | 12         |
| 09 | Ryo Tawatari               | 田渡凌                     |        | Basketteur pro                     | 29 juin 1993      | 26   | 18 - 32    | 15         |
| 10 | Hana Kimura                | 木村花                     |        | Catcheuse                          | 3 septembre 1997  | 22   | 20 - 42    |            |
| 11 | Violetta Razdumina         | ラズドゥミナ・ヴィオレッタ | Vivi   | Actrice                            | 4 octobre 1995    | 24   | 26 -       |            |
| 12 | Kai Kobayashi              | 小林快                     |        | Humoriste                          | 15 août 1994      | 25   | 26 - 39    | 14         |
| 13 | Tupas (Patos) Johnkimverlu | トパス ジョンキンバルー    | Tupas  | Assistant                          | 13 janvier 1997   | 22   | 26 - 34    | 9          |
| 14 | Toshiyuki Niino            | 新野俊幸                   | Shacho | Président de Exit Inc.             | 21 octobre 1989   | 30   | 33 -       |            |
| 15 | Yume Yoshida               | 吉田夢                     |        | Employée de bureau/modèle          |                   | 24   | 34 -       |            |
| 16 | Shion Suzuki               | 鈴木志遠                   |        | Etudiant                           |                   | 22   | 34 -       |            |
| 17 | Reo Kanao                  | 金尾玲生                   |        | Surfeur professionnel/entrepreneur |                   | 27   | 39-        |            |

*Âge à la première apparition

### Invités
| Nom           | Japonais       | Emission d'origine | Episode(s)     |
| ------------- | -------------- | ------------------ | -------------- |
| Yusuke Aizawa | 鮎澤悠介       | Aloha State        | 7, 9-10, 13-16 |
| Avian Ku      | エビアン・クー | Aloha State        | 15             |

## Épisodes[10]
|          | Titre original                              | Titre français                                         | Date de diffusion sur Netflix Japan |
| -------- | ------------------------------------------- | ------------------------------------------------------ | ----------------------------------- |
| Partie 1 |                                             |                                                        |                                     |
| 1        | We're back in Tokyo                         | Terrace House : Tokyo, le retour!                      | 14 mai 2019                         |
| 2        | Tempura incident                            | L'incident de la tempura                               | 21 mai 2019                         |
| 3        | Dreamed of her                              | Elle a rêvé de moi                                     | 28 mai 2019                         |
|          | I want to be a hero                         | Je veux être un héros                                  | 4 juin 2019                         |
| 5        | Reiwa!!                                     | Reiwa!!                                                | 18 juin 2019                        |
| 6        | The grass is greener on the other side      | L'herbe est toujours plus verte ailleurs               | 25 juin 2019                        |
| 7        | Woman to treat and woman to split the check | Celle que l'on invite, et celle qui partage l'addition | 2 juillet 2019                      |
| 8        | Passive boys                                | Des garçons bien trop passifs                          | 9 juillet 2019                      |
| 9        | Girlfight                                   | Les rivales                                            | 23 juillet 2019                     |
| 10       | The boy that gets treated                   | Le garçon que l'on invite                              | 30 juillet 2019                     |
| 11       | Broccoli pasta, carbonara-style             | La recette de Ruka                                     | 6 août 2019                         |
| 12       | Always chillin'                             | Trop mou                                               | 13 août 2019                        |
| Partie 2 |                                             |                                                        |                                     |
| 13       | All or nothing                              | Tout ou rien                                           | 27 août 2019                        |
| 14       | Just a moment, please                       | Un instant, je vous prie                               | 3 septembre 2019                    |
| 15       | A man's worth is determined by his job      | C'est le métier qui fait l'homme                       | 10 septembre 2019                   |
| 16       | Orange flavor first kiss                    | La saveur du premier baiser                            | 17 septembre 2019                   |
| 17       | This is not a place to slack                | Il y a un temps pour tout                              | 1er octobre 2019                    |
| 18       | Bros before hoes                            | Les copains d’abord                                    | 8 octobre 2019                      |
| 19       | The stray sheep                             | La brebis égarée                                       | 15 octobre 2019                     |
| 20       | The third flower                            | La troisième fleur                                     | 22 octobre 2019                     |
| 21       | Too shy girl                                | L'expérience de la timidité                            | 5 novembre 2019                     |
| 22       | Tip off                                     | Signes et avertissements                               | 12 novembre 2019                    |
| 23       | Friendship between men and women            | L'amitié homme-femme                                   | 19 novembre 2019                    |
| 24       | Pink rose                                   | L'avenir en rose                                       | 26 novembre 2019                    |
| Partie 3 |                                             |                                                        |                                     |
| 25       | The girls can't do it                       | Elles ne savent pas y faire                            | 9 décembre 2019                     |
| 26       | Internationalization at once                | À l'heure internationale                               | 16 décembre 2019                    |
| 27       | I can't be here                             | Ce n'est pas ma place                                  | 24 décembre 2019                    |
| 28       | Starving for affection                      | Soif d'affection                                       | 31 décembre 2019                    |
| 29       | About love                                  | Oh l'amour !                                           | 14 janvier 2020                     |
| 30       | Not guilty                                  | Sans regret et sans reproche                           | 21 janvier 2020                     |
| 31       | Publicity stunt                             | Juste un coup de pub                                   | 28 janvier 2020                     |
| 32       | I hate you                                  | Je te déteste                                          | 4 février 2020                      |
| 33       | Half Blue                                   | Drame et rouflaquettes                                 | 18 février 2020                     |
| 34       | Case of The Bottle Beer Incident            | L'affaire de l'incident de la bouteille de bière       | 25 février 2020                     |
| 35       | The Monster in the Hallway                  | Le monstre du couloir                                  | 3 mars 2020                         |
| 36       | Angel                                       | Un ange !                                              | 10 mars 2020                        |
| Partie4  |                                             |                                                        |                                     |
| 37       | Another Terrace!!                           | Une autre Terrace !                                    | 24 mars 2020                        |
| 38       | Case of the Costume Incident                | Une lessive catastrophique                             | 31 mars 2020                        |
| 39       | Always Remembered                           | Une ami inoubliable                                    | 7 avril 2020                        |
| 40       | Never Forgive Luigi                         | Impardonnable Luigi                                    | 14 avril 2020                       |
| 41       | Life-Threatening Date                       | Un rencard mortel                                      | 12 mai 2020                         |
| 42       | Woman Who Makes Everyone Dream              | Dans ses rêves                                         | 19 mai 2020                         |